# All Too Well
«All Too Well» —en español: «Demasiado bien»— es una canción interpretada y compuesta por la cantante y compositora estadounidense Taylor Swift e incluida en su cuarto álbum de estudio, Red de 2012. Swift la compuso con ayuda de Liz Rose y la produjo junto con Nathan Chapman. Es una balada country que presenta influencias al folk y el arena rock. La letra de «All Too Well» presenta recuerdos de una relación enterrada en el pasado y habla sobre el apego a los objetos materiales luego de que esta acaba.
En sus revisiones de Red, los críticos de música elogiaron principalmente los detalles en su letra; algunos destacaron el verso «Me llamas una vez más para romperme como una promesa» (You call me again just break me like a promise) y otros la consideraron una de las mejores del disco líricamente. Aunque no se lanzó como sencillo, «All Too Well» logró posicionarse en los puestos ochenta y diecisiete en las listas de popularidad estadounidenses Billboard Hot 100 y Hot Country Songs, respectivamente, y en el puesto número cincuenta y nueve en el conteo canadiense Canadian Hot 100. La canción fue incluida en la tercera gira musical mundial de la cantante, The Red Tour (2013-14).

## Antecedentes y acusación de plagio
| «En verdad, la canción "All Too Well" fue la primera canción que escribí para este disco y siguió regresando a mí porque contaba la historia tan bien de una manera tan completa». — Taylor Swift. |

Taylor Swift compuso «All Too Well» con Liz Rose y se encargó de producirla con la ayuda de Nathan Chapman. Las sesiones de grabación se llevaron a cabo en los estudios Pain In The Art en Nashville, Tennessee, a cargo de Chapman. En una entrevista durante el programa matutino estadounidense Good Morning America, Swift explicó que la canción fue la más difícil de escribir emocionalmente para el álbum. La cantante dijo que esto fue porque le «tomó un tiempo realmente largo elegir todo lo que quería poner en ella sin que fuera una canción de diez minutos, la cual no podrías poner en un álbum». Taylor recibió ayuda de Rose para escoger los temas a tratar en la canción, pero de todas maneras le llevó un tiempo largo lograr el producto final. La intérprete ideó algunos de los versos para «All Too Well» durante una prueba de sonido con su banda.
El 24 de octubre de 2012, dos días luego del lanzamiento de Red, Matt Nathanson, cantante de música folk rock, acusó a Swift de copiar un verso que él escribió en 2003 para su tema «I Saw». Nathanson publicó en su cuenta de Twitter: «definitivamente es una admiradora...y ahora es una ladrona» y luego, a pesar de borrar el tuit, recibió una oleada de fanáticos de Taylor Swift que lo llamaban imbécil y mentiroso. En su canción, canta «Me olvidaré de ti el tiempo suficiente para olvidar por qué lo necesito»; en «All Too Well» la letra dice «Me olvido de ti el tiempo suficiente para olvidar por qué lo necesitaba». A pesar de que Swift no hizo declaraciones al respecto, Megan Pacella de Taste of Country la defendió al decir que, si bien las palabras en las canciones son prácticamente iguales, el verso en «I Saw» no es «tan original como para que no se pudiera crear orgánicamente dos veces».

## Composición

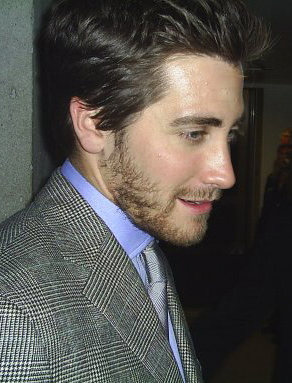
Algunos críticos como Sara Nathan, Billy Dukes y Amelia Proud afirmaron que «All Too Well» estaba inspirada por Jake Gyllenhaal, exnovio de la escritora.

«All Too Well» es una balada country dramática que presenta influencias del folk y el arena rock e implementa arreglos coffeehouse rock y crescendos lentos. Robert Silva, guía en la edición country del sitio web About.com, sintió que en el tema «Springsteen renace como una chica en Pensilvania». Según las partituras publicadas por Sony/ATV Music Publishing en el sitio Musicnotes está compuesta en un compás de cuatro cuartos con un tempo moderadamente lento de 94 pulsaciones por minuto y en la tonalidad de do mayor y sigue una progresión armónica basada en do-sol suspendido-la menor séptima-fa segunda, mientras que la voz de Taylor abarca un registro desde fa3 a re5.
La canción presenta recuerdos de una relación enterrada en el pasado y trata sobre el apego a los objetos materiales luego de que acaba dicha; según Jerry Shriver de USA Today, «describe amargamente a un muchacho cruel y honesto». Su letra utiliza imágenes sensoriales al describir el aire frío en una casa vacía, una bufanda perdida y «enterrada en un cajón» y miradas casuales en un semáforo. Muestra detalles de la relación en versos como «Dejé mi bufanda allí, en la casa de tu hermana, y aún la tienes en tu cajón hasta ahora». La pista comienza con una introducción acústica basada en el rasgueo de una guitarra y descrita por John Schulze de Examiner.com como «cálida y acogedora». Billy Dukes de Taste of Country comentó que «el regreso de la guitarra acústica en «All Too Well» se recibe con una sonrisa y los brazos abiertos». En palabras de Swift, la canción comienza con los detalles de un «comienzo inocente» y se desenvuelve líricamente hasta llegar al «final amargo». También afirmó que «es una canción verdaderamente emocional porque te muestra por qué la pérdida es tan dolorosa. Porque una vez fue bueno y puedes recordarlo». A medida que avanza «All Too Well», Taylor describe detalladamente su relación hasta que incluye el verso «Me llamas una vez más para romperme como una promesa/Tan casualmente cruel a nombre de ser honesto». Swift contó durante una entrevista con Popdust que éste es el verso del cual está más orgullosa del disco y que fue una de las líneas que se le ocurrió durante una prueba de sonido. Explicó: «Estaba tocando estos acordes una y otra vez en el escenario y mi banda se unió y comencé a vociferar. Esos fueron algunos versos que pensé». Hacia su final, canta «Pero guardaste mi vieja bufanda desde aquella primera semana/Porque te recuerda de la inocencia, y huele como yo» a modo de indirecta.
Múltiples fuentes relacionaron el tema con Jake Gyllenhaal, actor y antigua pareja de Swift, y ubicaron los hechos en las fechas navideñas de 2010 que Swift pasó con la familia Gyllenhaal en la casa de Maggie, hermana menor del actor. Además, Jessica Zaleski de Crushable vinculó el verso «You used to be a little kid with glasses in a twin-size bed» con el aspecto del exnovio en su infancia y la trama central de la canción con el uso constante de bufandas de la cantante mientras ambos salían en meses de invierno. Zaleski también hizo una relación entre el mensaje oculto en la letra de «All Too Well» —«Maple Lattes», traducible como «latte con maple»— y la inclinación de Jake por el café con miel de maple. Unas semanas más tarde, una fuente cercana a la cantante confirmó a US Weekly estos rumores. Ante la noticia, Stephanie Marcus de The Huffington Post insinuó que era obvio al alegar: «Cualquiera que haya seguido el corto romance vivido por Swift y Gyllenhaal [...] sabe que «All Too Well» es sobre su tiempo juntos». También comentó que Swift se muestra «obsesionada» con la bufanda de la canción, la cual presumió ser la misma que ambos intercambiaban durante la relación.

## Comentarios de la crítica
Gracias a su contenido lírico, «All Too Well» recibió comentarios positivos por parte de los críticos de música. Por ejemplo, Jon Bernstein de Consequence of Sound la eligió como una de las dos pistas «esenciales» en el disco. En su reseña de tres oraciones de Red, Alex Macpherson del periódico británico The Guardian dijo que la canción posee «giros que te dejan boquiabierto» y apreció la habilidad de Swift para «conocer exactamente la frase indicada para introducirte en sus narraciones de rompimiento». Jonathan Keefe de la publicación en línea Slant Magazine declaró que «es posiblemente la más hermosa canción en todo el catálogo de Swift» y destacó el verso «You call me up again just to break me like a promise, so casually cruel in the name of being honest». También comentó que es una de las canciones que demuestran la capacidad de Taylor para expresarse respecto a la dinámica de las relaciones. Sam Lansky de Idolator describió al tema como «tenso» y «dramático», además de declarar que es el que «golpea más duro» en el disco con Taylor soltando imágenes «devastadoras» antes de un «desenlace casi histérico». Marah Eakin de The A.V. Club dijo que su estructura lenta y su duración son una de las «bolas curvas» del disco que lo convierten en «una obra ocasionalmente fascinante». De acuerdo con Billy Dukes de Taste of Country, «All Too Well» es la segunda mejor canción del disco, líricamente, precedida por «Red» y seguida por «Begin Again», «The Lucky One» y «Everything Has Changed». Se refirió a la misma línea que Keefe y dijo:

«Este verso de la poderosa canción "All Too Well" de Swift parece ser una favorita entre los admiradores y muchos de ellos sostienen que quizás sea la mejor letra en el disco. Estamos de acuerdo en que es una de sus líneas top aunque el ex sobre quien es la canción probablemente no lo esté. Aun así, la chica de 22 años muestra una pasión y emoción en la letra de "All Too Well" que casi es inigualable».

Jerry Shriver, escritor de USA Today, la describió como una «balada susurrante», mientras que Melissa Maerz, de Entertainment Weekly, como una «nostálgica». Maerz también la destacó como una de las mejores pistas del álbum, además de llamarla «la más atractiva» y continuó diciendo: «Recuerda un viaje para conocer la familia de un antiguo novio (Acción de Gracias con los Gyllenhaals, ¿quizás?), y entra en detalles desgarradores sobre noches pasadas cantando con la radio o mirando fotos de su ex como un «pequeño niño con gafas en una cama gemela». Ella deja su bufanda en la casa de su hermana, y él la guarda mucho después de que terminaran, lo que te hace pensar». Robert Silva de la edición country del sitio web About.com la calificó con tres estrellas de cinco sobre lo pop, cuatro de cinco sobre lo country y sobre la canción en sí, además de mencionar semejanzas líricas con «Dancing in the Dark» de Bruce Springsteen. Por su parte, Chris Willman de The Hollywood Reporter la describió como «la primera balada de desamor en el álbum que halaga a un exnovio que no sabía lo que tenía», además de distinguir el mismo verso que Keefe y Dukes. Arnold Pan, editor musical de PopMatters, llamó a «All Too Well» una «escala solemne» que no opaca la habilidad de Swift para detallar «escenas conmovedoras e imágenes vívidas». También dijo que es un excelente ejemplo de cómo la intérprete creció musicalmente «al combinar el tipo de drama que ha sido natural en su composición con un enfoque dirigido por una guitarra panorámica».

## Presentaciones en vivo

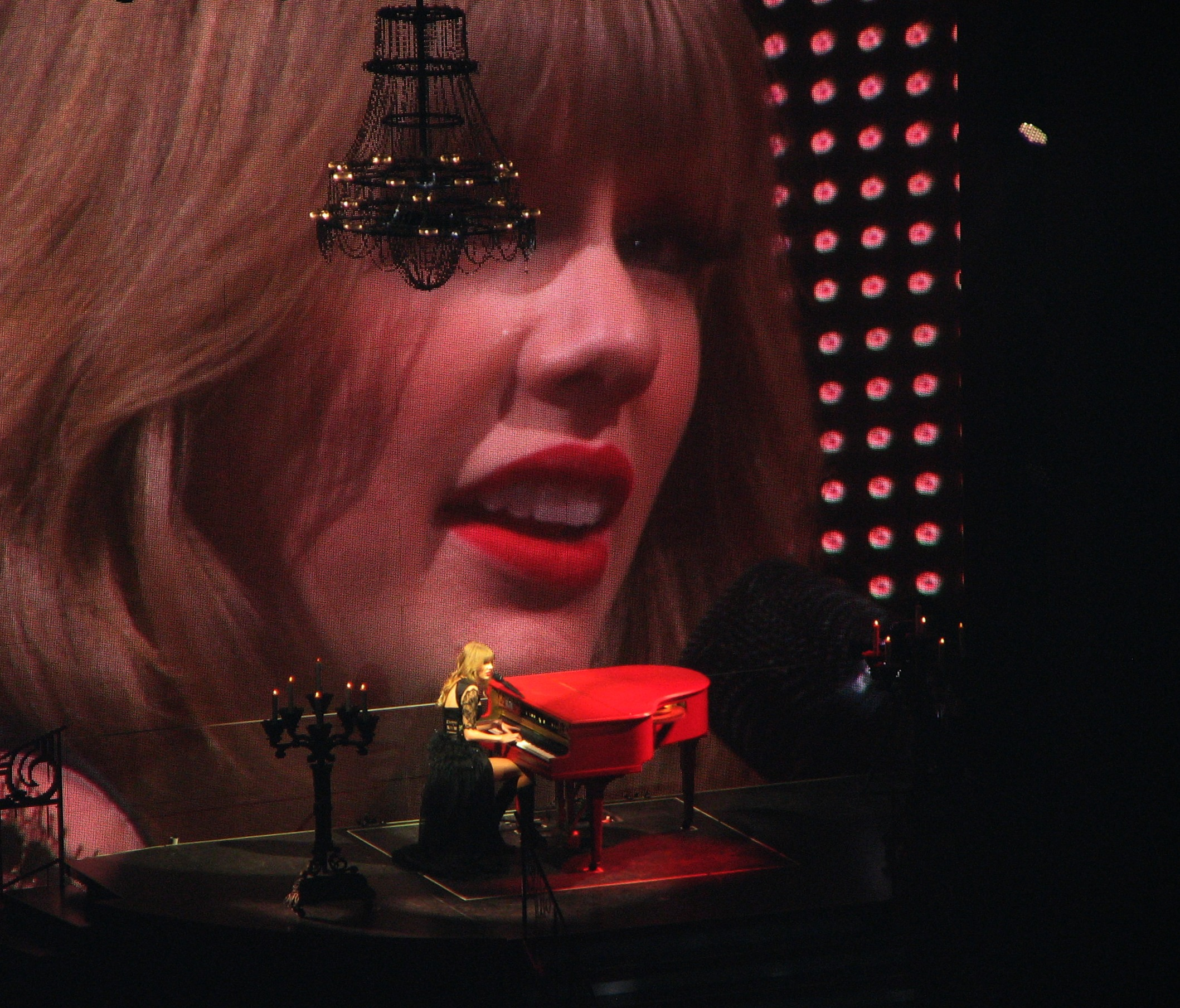
Swift, interpretando la canción en el Time Warner Cable Arena, Charlotte, Carolina del Norte, en marzo de 2013.

«All Too Well» fue incluida en la tercera gira musical mundial de Taylor Swift, The Red Tour (2013-14). Luego de interpretar su sencillo «I Knew You Were Trouble», la cantante toca la canción en un piano rojo, luego de contar algunos «detalles íntimos» sobre su composición. Vestida de encaje negro, Swift canta «All Too Well» mostrando «creíbles emociones oscuras» mientras que su rostro es proyectado en una enorme pantalla. Emma Dibdin de Digital Spy declaró que el momento más cautivador de la noche fue la transición de «All Too Well» a «Love Story». Sobre uno de los actos en Newark, Nueva Jersey, Jon Caramanica de The New York Times elogió a Taylor por cantar el tema «vívidamente desde el piano, canalizando su Carole King interior» y también lo llamó «la transición más brusca de la noche». Por otro lado, Rob Sheffield de Rolling Stone dijo que la presentación de su «más majestuosa balada» fue el «punto culminante del espectáculo». Según Rebecca Nicholson de The Guardian, Swift convirtió la canción en una «balada de piano que es realmente desgarradora y es una bienvenida grieta de vulnerabilidad en el acto de sonrisa falsa».
El 26 de enero de 2014, Swift se presentó en la 56.ª entrega de los Premios Grammy donde también estuvo nominada a las categorías de álbum del año y mejor álbum country. Durante la ceremonia presentó «All Too Well» sentada ante un piano negro de manera elegante y con el público observando en silencio. A medida que el ritmo de la canción iba aumentando, la intérprete sacudía su cabeza con un estilo rockero. La presentación no contó con una entrada «triunfal» ni bailarines de apoyos y la banda y el respaldo vocal estuvieron escondidos en la oscuridad, permitiendo que Swift ocupara todo el reflector mientras cantaba el tema «tristemente». La presentación de aquella noche recibió comentarios positivos por parte de los críticos. Shaunna Murphy de Hollywood Life felicitó la interpretación de Swift al decir que fue «apropiadamente increíble y emocional» y comentó que su vestuario no distrajo a la gente de su función. Christina Vinson de Taste of Country dijo que la actuación fue «tan emocional como uno esperaría» y elogió la voz de Swift y su interpretación de piano. Jenna Mullins de E! Online encomió el atuendo «adorable» y el aspecto «emocional» de la cantante.

## Posicionamiento en listas

### Semanales
| Canadá         | Canadian Hot 100      | 59 |
| Estados Unidos | Billboard Hot 100     | 80 |
| Estados Unidos | Hot Country Songs     | 17 |
| Estados Unidos | Country Digital Songs | 3  |

## Créditos y personal
- Guitarra acústica, guitarra eléctrica, bajo, respaldo vocal, teclado, batería – Nathan Chapman
- Coordinación (coordinador de producción) – Jason Campbell, LeAnn Bennett, Mike Griffith
- Ingeniería – Brian David Willis
- Masterización – Hank Williams
- Mezcla – Justin Niebank
- Mezcla (asistente) — Drew Bollman
- Producción – Nathan Chapman, Taylor Swift
- Grabación – Nathan Chapman
- Composición – Liz Rose, Taylor Swift

Fuentes: Discogs.

## Versiones regrabadas
Swift volvió a grabar dos versiones de «All Too Well» para su álbum regrabado de 2021, Red (Taylor's Version). La primera, «All Too Well (Taylor's Version)», es una regrabación de la pista de 2012; el segundo, «All Too Well (10 Minute Version)», es la versión íntegra de la canción, que contiene sus versos y melodías originales antes de que fueran recortadas. Swift lanzó la versión de 10 minutos para descarga digital y streaming, como un sencillo promocional de Red (Taylor's Version) el 15 de noviembre de 2021, a través de Republic Records. El día después del lanzamiento digital, Swift interpretó la canción después de la proyección de All Too Well: The Short Film en su estreno cinematográfico, y en Saturday Night Live la noche siguiente.
«All Too Well (10 Minute Version)» fue recibido con reseñas entusiastas por parte de los críticos de música, muchos de los cuales elogiaron la estructura de la canción, la narración extendida y la creación de canciones «épicas» de Swift. Comercialmente, Swift logró Chart Doubles en Australia, Irlanda, Nueva Zelanda y Estados Unidos, al encabezar cada uno de sus singles y álbumes con «All Too Well (Taylor's Version)» y Red (Taylor's Version), respectivamente; la pista se convirtió en la canción más larga de la historia en encabezar todas esas listas.

### Antecedentes y lanzamiento
El 18 de junio de 2021, Swift anunció que Red (Taylor's Version), el disco regrabado de su cuarto álbum de estudio Red, se lanzaría el 19 de noviembre de 2021, luego de la disputa sobre la propiedad de sus másters. Después de su primer álbum regrabado, Fearless (Taylor's Version)—la regrabación de su álbum de 2008, Swift siguió con Red (Taylor's Version)—la regrabación de su álbum de 2012. El álbum contiene las 30 canciones que debían estar en la versión de 2012. También mostró una parte de la muy solicitada versión original de 10 minutos de la una de las canciones favoritas de los fanáticos, «All Too Well», como parte de la lista de canciones del álbum regrabado. Fue «probablemente una canción de 20 minutos» según la compositora estadounidense Liz Rose, quien la ayudó a Swift a condensar la canción en 10 minutos. La versión final de «All Too Well» que se incluyó en el álbum de 2012 fue de cinco minutos y medio de duración. Swift había concebido la canción en febrero de 2011 mientras estaba en un ensayo de la banda para el Speak Now World Tour.
«All Too Well (10 Minute Version)» se lanzó como sencillo promocional digital en la tienda web de Swift el 15 de noviembre de 2021, exclusivamente para clientes de Estados Unidos. La versión en vivo de All Too Well: The Short Film estreno se lanzó en iTunes Store el mismo día. La versión acústica subtitulada como «Sad Girl Autumn», grabada en el Long Pond Studio de Aaron Dessner en Hudson Valley, fue lanzada el 17 de noviembre.

### Cortometraje
El 5 de noviembre de 2021, Swift publicó un adelanto de un cortometraje autodirigido para la versión de 10 minutos, titulado All Too Well: The Short Film, basado en la premisa de la canción y protagonizado por Sadie Sink y Dylan O'Brien. como pareja en una relación romántica que finalmente se desmorona; Swift también hace una breve aparición. Fue lanzado a las 7 p. m. ET el 12 de noviembre de 2021.

### Recepción de la crítica
«All Too Well (10 Minute Version)» fue recibida con elogios generalizados de la crítica, a menudo aclamada como la pista destacada de Red (Taylor's Version) y un punto culminante de la carrera de Swift. El crítico de música de Rolling Stone, Rob Sheffield, elogió la versión de 10 minutos por evocar un conflicto emocional aún más intenso en comparación con el original ya sentimental: «Resume a Swift en su mejor momento». Helen Brown de The Independent declaró que la canción es una propuesta más feminista con su nueva letra. Hannah Mylrea de NME escribió, en toda su extensión prevista, «All Too Well (10 Minute Version)» confirma su lugar como una «epopeya», exhibiendo una narración, interpretación vocal e instrumentación competentes. Beth Kirkbride, que escribe para Clash, dijo que la canción es «épica», y que «pasará a la historia como una de las mejores canciones de ruptura jamás escritas». Kate Solomon, de i escribe que, el dolor «se siente crudo» en la voz de Swift y en la de la canción. La duración de 10 minutos «pasa un poco como si tu mente divagara de una manera que no puedes replicar tan pronto como te das cuenta de que lo estás haciendo».
Chris Willman de Variety apodó la canción como el «santo grial» de Swift, y se alegró de que el cantante no descartara la letra original, que convierte la canción en «una balada épica de flujo de conciencia», llena de más referencias y detalles de la historia que narra la canción. En la reseña de The Line of Best Fit, Paul Bridgewater opinó que la versión de 10 minutos es «tan desarmante como fascinante», «un artefacto del proceso de composición y grabación de canciones [de Swift]». Afirmó que la canción magnifica el drama y la emoción de la versión truncada. El crítico de Slant Magazine, Jonathan Keefe, declaró que, mientras que la versión truncada se centra únicamente en la catarsis de una relación dolorosa, la versión completa «implica más abiertamente al ex responsable de causar ese dolor», y cambia el tono general de «All Too Well» con su nuevos versos y estructura de la canción.
Bobby Olivier de Spin elogió la canción como «la mejor pieza de composición de Swift» y la nombró la más destacada del álbum. Melissa Reguieri, en su reseña de USA Today, dijo que la canción «corre a través de letras enciclopédicas que muerden y hieren en su honestidad y dolor». El crítico del personal de Sputnikmusic escribió que «All Too Well (10 Minute Version)» no es «un llamativa canción pop o un trozo de country adorablemente rural», pero simplemente es una descripción cruda de las emociones de Swift, elogió la letra «Me mantuviste como un secreto, pero te guardé como un juramento», y concluyó que la canción es «una imponente balada de ruptura» que es representativa del hábito de escribir canciones de Swift de «expresar estas emociones comunes de formas excepcionalmente inusuales».
Lydia Burgham de The New Zealand Herald comentó sobre su letra, diciendo que «pintan una imagen vívida de un romance desafortunado que corta profundamente y captura el lenguaje universal de la angustia». La escritora de The Guardian, Laura Snapes, también apodó la canción como un pista épica, «una que destripa a su hábil ex en una serie de versos cada vez más culminantes que nunca se resuelven en un coro, solo una comprensión estremecida de cuán vívidamente recuerda su indiferencia». Snapes asoció la letra «soldado que está devolviendo la mitad de su peso» con el trastorno alimentario de Swift, y lo interpretó como un guiño a las manifestaciones físicas del dolor de corazón. En una revisión menos elogiosa, Olivia Horn de Pitchfork sintió que la canción era demasiado larga y extensa, socavando el clímax emocional de la versión truncada.

### Rendimiento comercial
En Australia, Swift logró un doble en la lista al encabezar las listas de álbumes y singles de ARIA simultáneamente. «All Too Well (Taylor's Version)» debutó en la cima de la lista de sencillos como la octava canción número uno de Swift en Australia. Fue la cuarta vez que logró un doble en las listas, después de 1989 y «Blank Space» en 2014, Folklore y «Cardigan», en agosto de 2020 y Evermore y «Willow» en diciembre de 2020.
«All Too Well (Taylor's Version)» debutó en la cima de la lista de singles irlandeses junto con el álbum que encabeza la lista de álbumes irlandeses, un doble de la lista. Marcó su segunda canción número uno en Irlanda y la primera desde «Look What You Made Me Do» (2017). La canción llegó al número 3 en la lista de singles del Reino Unido como la decimoctava canción de Swift entre los diez primeros en el Reino Unido. Marcó la canción más larga en entrar en la región de los tres primeros de la lista.
En el Billboard Hot 100 de Estados Unidos, «All Too Well (Taylor's Version)» debutó en el número uno como la octava canción de Swift en la cima de las listas de éxitos en el país; acumuló 54,4 millones de streams y 57.800 descargas vendidas en su primera semana, y es la canción más larga en encabezar la lista, superando la canción de 1972 de Don McLean «American Pie (Parts I & II)». Billboard declaró que la canción encabezó el Hot 100 con una reproducción de radio insignificante. La canción también marcó la entrada número 30 de Swift entre los diez primeros, convirtiéndose en la sexta artista en alcanzar el hito. Swift también se convirtió en el primer acto en debutar en la cima de Billboard 200 y Hot 100 simultáneamente en tres semanas diferentes, después de «Cardigan» y Folklore en agosto de 2020 y «Willow» y Evermore en diciembre de 2020. Además, la canción encabezó las dos listas de Billboard Streaming Songs. y las listas de ventas de canciones digitales, como el quinto líder de Swift en la lista anterior, eclipsando a Cardi B en la mayoría de las mujeres, y su líder número 23 en la última lista. «All Too Well (Taylor's Version)» también se convirtió en la novena canción número uno de Swift en la lista Hot Country Songs, su segundo éxito en la lista en 2021 después de «Love Story (Taylor's Version)».

### Posicionamiento en listas
| Chart (2021)                              | Peak position |
| ----------------------------------------- | ------------- |
| Australia (ARIA)                          | 1             |
| Canadá (Canadian Hot 100)                 | 1             |
| Eslovaquia (Singles Digitál Top 100)      | 81            |
| España (PROMUSICAE)                       | 25            |
| Estados Unidos (Billboard Hot 100)        | 1             |
| Estados Unidos (Hot Country Songs)        | 1             |
| Global 200 (Billboard)                    | 1             |
| Grecia (IFPI)                             | 61            |
| Islandia (Plötutíðindi)                   | 25            |
| India (IMI)                               | 5             |
| Irlanda (IRMA)                            | 1             |
| Italia (FIMI)                             | 69            |
| Lituania (AGATA)                          | 49            |
| Noruega (VG-lista)                        | 35            |
| Nueva Zelanda (Recorded Music NZ)         | 1             |
| Países Bajos (Mega Single Top 100)        | 39            |
| Reino Unido (UK Singles Chart)            | 3             |
| República Checa (Singles Digitál Top 100) | 95            |
| Singapur (RIAS)                           | 1             |
| Suecia (Sverigetopplistan)                | 47            |

### Historial de lanzamientos
| Región         | Fecha                   | Formato(s)                 | Versión                      | Sello(s) discográfico(s) | Ref.          |
| -------------- | ----------------------- | -------------------------- | ---------------------------- | ------------------------ | ------------- |
| Estados Unidos | 15 de noviembre de 2021 | Descarga digital streaming | 10 Minute Version            | Republic                 | [ 54 ]        |
| Varios         | 15 de noviembre de 2021 | Descarga digital streaming | 10 Minute Version (Live)     | Republic                 | [ 55 ]        |
| Varios         | 17 de noviembre de 2021 | Descarga digital streaming | «Sad Girl Autumn» (Acoustic) | Republic                 | [ 96 ] [ 97 ] |